# Gaspar Méndez de Haro
Gaspar Méndez de Haro y Guzmán settimo marchese di El Carpio, quarto duca di Olivares (Napoli, 1629 – Napoli, 16 novembre 1687) è stato un politico e collezionista d'arte spagnolo.

## Biografia
Figlio di don Luis de Haro, marchese del Carpio, e Catarina Fernández de Córdoba y Aragón. Suo padre fu un valente primo ministro e consigliere di re Filippo IV di Spagna.
Gaspar aveva l'ambizione di seguire i passi di suo padre, ma fu frustrato nelle sue ambizioni; ritenuto sospetto per essere dietro a un programma per uccidere il re facendo scoppiare il palazzo di Buen Retiro. Come punizione, fu inviato in Portogallo per combattere i rivoltosi. Nel 1677, è stato riabilitato e inviato a Roma come ambasciatore; nel luglio 1682 divenne Viceré di Napoli, fino alla sua morte nel 1687.

## Collezione artistica
Gaspar de Haro era un rinomato collezionista di arte. Durante il suo soggiorno a Roma il suo agente, Antonio Saurer ha negoziato a Venezia l'acquisizione di importanti opere d'arte. Alla sua morte, nel 1687, aveva una collezione di 3.000 dipinti di valore, 1200 in Spagna e il resto a Napoli. Nella sua collezione c'erano opere di Velázquez (Venere Rokeby), Tiziano, Tintoretto, Antonello da Messina, Luca Giordano. 
Un gruppo di sei opere firmate da Luca Giordano, fa oggi parte delle collezioni della Reggia di Caserta. Tra queste la serie dei quattro continenti allora conosciuti: Europa, Asia, Africa, America. 

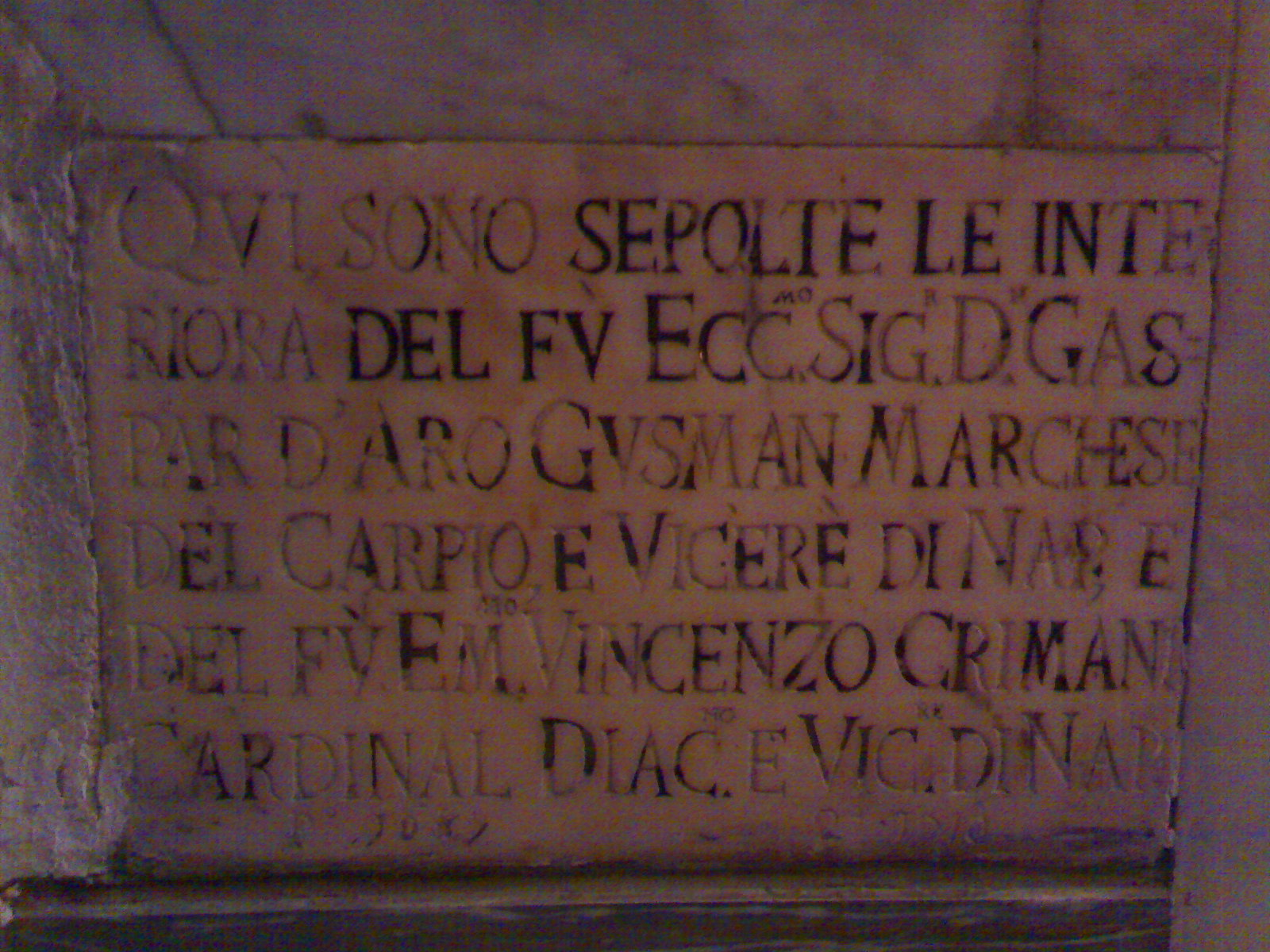
Lapide nel luogo della sepoltura delle Viscere del Viceré marchese del Carpio

## Sepoltura
Gaspar de Haro è sepolto nel pantheon dei conti-duca di Sanlúcar la Mayor e Olivares a Loeches vicino a Madrid, presso la Basilica santuario di Santa Maria del Carmine Maggiore c'è una lapide nella quale si afferma siano state sepolte le sue viscere.